# بيل دودغين جونيور
بيل دودغين جونيور (بالإنجليزية: Bill Dodgin, Jr.)‏ هو مدرب كرة قدم ولاعب كرة قدم بريطاني في مركز قلب الدفاع، ولد في 4 نوفمبر 1931 في غيتسهيد في المملكة المتحدة، وتوفي في 1 يونيو 2000 في ووكينغ في المملكة المتحدة بسبب مرض آلزهايمر. شارك مع منتخب إنجلترا تحت 21 سنة لكرة القدم. أما مع النوادي، فقد لعب مع نادي أرسنال ونادي ساوثهامبتون ونادي فولهام.

## وصلات خارجية
- بيل دودغين جونيور على موقع قاعدة بيانات كرة القدم.إي يو (الإنجليزية)
- بيل دودغين جونيور على موقع Soccerbase.com (مدرب) (الإنجليزية)